# Javier López Casarín
Javier Joaquín López Casarín (Ciudad de México, 27 de noviembre de 1973) es un político, académico y empresario mexicano. Desde el 1 de octubre de 2024 se desempeña como alcalde de Álvaro Obregón en la Ciudad de México. Entre 2021 y 2024 ejerció como Diputado Federal por el Partido Verde Ecologista de México durante la LXV Legislatura del Congreso de la Unión, siendo el primer legislador en el mundo en dar un informe en el metaverso.
En 2002 fundó el Grupo Reinventando a México y se ha desempeñado como presidente de la Red de Alcaldes (RECAN) y de la Conferencia de Autoridades Locales de América del Norte (CALAN), así como vicepresidente de asuntos internacionales de la Asociación de Autoridades Locales de México (AALMAC), entre otros cargos públicos. Ha publicado dos libros y ha trabajado como columnista para medios como Forbes, El Heraldo de México y El Economista. También ha dictado conferencias sobre innovación en países de Europa y América.
En 2022 obtuvo el galardón como «Hombre del Año en Innovación», otorgado por la Organización W3X y la Tomorrow Conference. Fue incluido en la lista «300 Young Leaders of the World» del Center for Liveable Cities de Singapur y reconocido con el doctorado honoris causa y con la Presea de la Orden Mexicana del Derecho por la Academia Mexicana de Derecho Internacional. Fue nombrado «Defensor de la Óptica 2024» por la sociedad Advancing Optics and Photonics Worldwide.

## Biografía

### Primeros años y estudios
López Casarín nació en Ciudad de México el 27 de noviembre de 1973, hijo del doctor Javier López Bárcena y de Gisela Casarín. Es hermano Daniel López Casarín, periodista y conductor, y de Luis Edgardo López Casarín, abogado de profesión. Se licenció en Derecho y en Ciencia Política y Administración Pública y realizó una Maestría en Dirección y Gestión Ambiental, Aspectos Jurídicos y Empresariales en la Universidad de Barcelona. Cursó además una especialización en Gestión y Análisis de Políticas Ambientales en el Instituto Nacional de Administración Pública (INAP) y un posgrado en Alta Dirección por el IE Business School de Madrid. En la actualidad cursa estudios de doctorado en el INAP y en la Universidad Nacional Autónoma de México.

### Carrera profesional
Luego de trabajar con grupos sociales en la década de 1990, fundó en 2002 el Grupo Reinventando a México con el objetivo de «implementar soluciones en los sectores de salud, desarrollo social, tecnología y comunicaciones» para los sectores desatendidos de la población. En 2016, el grupo recibió el distintivo como Empresa Bioéticamente Responsable de parte del Consejo para la Distinción de Empresas Bioéticamente Responsables (COEBIO), por ser «una firma enfocada en mejorar las condiciones de vida de la sociedad». Ejerció como director ejecutivo de la Fundación Reinventando a México y presidió la Red de Alcaldes (RECAN) y la Conferencia de Autoridades Locales de América del Norte (CALAN).
En 2018 recibió el grado de doctor honoris causa y la presea de la Orden Mexicana del Derecho, la Cultura y la Paz por la Academia Mexicana de Derecho Internacional. Un año después ofició como Presidente Honorario del Consejo Técnico, Académico y Científico del Consejo Consultivo de la Academia Mexicana de Cooperación Internacional para el Desarrollo (AMEXCID), desde donde impulsó la creación de la Agencia Latinoamericana y Caribeña del Espacio (ALCE). En 2021 ingresó como miembro de la Barra Mexicana de Abogados, y en 2024 fue nombrado vicepresidente de asuntos internacionales de la Asociación de Autoridades Locales de México (AALMAC).
López Casarín ha escrito dos libros: Innovación: Una actitud, que explora el concepto de la innovación como motor de desarrollo de los países, y Diálogos sobre innovación, que aborda la temática del cambio social. Ha escrito columnas de opinión para medios como Forbes, El Heraldo de México y El Economista, en temas como la tecnología, la sostenibilidad, la inteligencia artificial y la arquitectura verde. Ha sido un invitado frecuente en el programa matutino Así amanece con Leonardo Curzio en la cadena de televisión ADN 40, donde analiza tendencias tecnológicas.

### Carrera política
Vinculado al Partido Verde Ecologista de México, López Casarín fue elegido Diputado Federal por la LXV Legislatura del Congreso de la Unión de México por representación proporcional, tomando posesión de su cargo el 29 de agosto de 2021. Presidió la Comisión de Ciencia, Tecnología e Información e integró las comisiones de Defensa Nacional y Marina. De igual forma, asumió la vicepresidencia del Grupo de Amistad de Estados Unidos de América. Durante su periodo como diputado abordó temas como la ciberseguridad y la innovación tecnológica, coordinando la instalación del trabajo en conferencia entre las comisiones de Ciencia, Tecnología e Innovación del Senado de la República y de la Cámara de Diputados.
Entre las iniciativas de ley presentadas por él destaca la instalación de una mesa de trabajo permanente desde febrero de 2022 en materia de ciberseguridad que dio paso a la iniciativa de la Ley Federal de Ciberseguridad. También integró la Comisión Bicameral de Evaluación y Seguimiento de la Fuerza Armada Permanente en Tareas de Seguridad Pública. López Casarín se convirtió en el primer político a nivel global en realizar un informe de labores en un entorno virtual de metaverso. El acto tuvo lugar mediante una experiencia inmersiva en las plataformas Spatial y Minecraft y fue retransmitido en redes sociales como Facebook, Twitter e Instagram, así como en YouTube y Twitch.
El 19 de marzo de 2024 su registro como candidato a la alcaldía de Álvaro Obregón en Ciudad de México fue aprobado por el Instituto Electoral. Como parte de la candidatura común «Seguiremos haciendo historia por la Ciudad de México», integrada por el Partido Verde Ecologista de México, el Partido del Trabajo y Morena, López Casarín se impuso en las elecciones del 2 de junio de 2024 obteniendo 209 159 votos. El 6 de junio recibió la constancia de mayoría en la Junta del distrito 18 del IECM y el 1 de octubre asumió formalmente su cargo como alcalde de Álvaro Obregón.

## Vida personal
López Casarín está casado con Marisa Hernández Juliá y es padre de cuatro hijos. La pareja contrajo matrimonio el 15 de octubre de 2005.

## Premios y reconocimientos
| Año  | Evento o institución                              | Galardón                                                                                           | Ref.   |
| ---- | ------------------------------------------------- | -------------------------------------------------------------------------------------------------- | ------ |
| 2018 | Academia Mexicana de Derecho Internacional        | Doctorado honoris causa por su obra «La innovación como respuesta de México ante la globalización» | [ 37 ] |
| 2018 | Academia Mexicana de Derecho Internacional        | Presea de la Orden Mexicana del Derecho, la Cultura y la Paz                                       | [ 20 ] |
| 2022 | Organización W3X y Tomorrow Conference            | Hombre del Año en Innovación                                                                       | [ 12 ] |
| 2024 | Advancing Optics and Photonics Worldwide (Optica) | Defensor de la Óptica 2024                                                                         | [ 13 ] |
|      | Center for Liveable Cities de Singapur            | Miembro de los 300 Young Leaders of the World                                                      | [ 5 ]  |